# Młodzieżowe Indywidualne Mistrzostwa Polski na Żużlu 1982
Młodzieżowe Indywidualne Mistrzostwa Polski na Żużlu 1982 – zawody żużlowe, mające na celu wyłonienie medalistów młodzieżowych indywidualnych mistrzostw Polski w sezonie 1982. Rozegrano dwa turnieje półfinałowe oraz finał, w którym zwyciężył Maciej Jaworek.

## Finał
- Opole, 11 lipca 1982
- Sędzia: Marian Kaznowski

| Msc. | Zawodnik                 | Klub           | Pkt   |             |  |
| ---- | ------------------------ | -------------- | ----- | ----------- |  |
| 1    | Maciej Jaworek           | Zielona Góra   | 14    | (3,3,3,3,2) |  |
| 2    | Wojciech Pankowski       | Gniezno        | 12 +3 | (2,3,2,2,3) |  |
| 3    | Piotr Żyto               | Gdańsk         | 12 +w | (3,1,3,2,3) |  |
| 4    | Andrzej Gąbka            | Lublin         | 11    | (3,0,3,3,2) |  |
| 5    | Zenon Kasprzak           | Leszno         | 11    | (3,2,2,3,1) |  |
| 6    | Roman Fedeczko           | Gdańsk         | 10    | (2,2,2,1,3) |  |
| 7    | Henryk Bem               | Rybnik         | 7     | (2,1,1,2,1) |  |
| 8    | Stanisław Miedziński     | Toruń          | 6     | (1,3,w,d,2) |  |
| 9    | Piotr Szymko             | Gdańsk         | 6     | (1,2,0,1,2) |  |
| 10   | Roland Wieczorek         | Opole          | 5     | (0,2,3,u,–) |  |
| 11   | Maciej Fabiszak          | Świętochłowice | 5     | (2,0,1,1,1) |  |
| 12   | Andrzej Tanaś            | Tarnów         | 4     | (1,3,0,0,0) |  |
| 13   | Grzegorz Śniegowski      | Toruń          | 4     | (1,1,2,d,0) |  |
| 14   | Jerzy Bąk                | Tarnów         | 1     | (0,0,0,1,u) |  |
| 15   | Ryszard Gabrych          | Bydgoszcz      | 0     | (w,w,–,–,–) |  |
| 16   | Roman Feld               | Leszno         | 0     | (u,–,–,–,–) |  |
|      | rez. Bernard Dropała     | Opole          | 7     | (1,3,3)     |  |
|      | rez. Krzysztof Błaszczyk | Opole          | 2     | (t,2,0)     |  |
|      | rez. Stanisław Malasa    | Opole          | 1     | (1,u)       |  |
|      | rez. Roman Błaszczyk     | Opole          | 1     | (d,1)       |  |